# Emma Hunt
Emma Hunt (Woodstock, 4 de enero de 2003) es una deportista estadounidense que compite en escalada.
Ganó una medalla de plata en el Campeonato Mundial de Escalada de 2023 y una medalla de plata en los Juegos Panamericanos de 2023, ambas en la prueba de velocidad. Además, consiguió una medalla de oro en los Juegos Mundiales de 2022.
Participó en los Juegos Olímpicos de París 2024, ocupando el quinto lugar en la prueba de velocidad.

## Palmarés internacional
| Campeonato Mundial   | Campeonato Mundial | Campeonato Mundial | Campeonato Mundial |
| Año                  | Lugar              | Medalla            | Prueba             |
| -------------------- | ------------------ | ------------------ | ------------------ |
| 2023                 | Berna (Suiza)      | Medalla de plata   | Velocidad          |
| Juegos Panamericanos |                    |                    |                    |
| Año                  | Lugar              | Medalla            | Prueba             |
| 2023                 | Santiago (Chile)   | Medalla de plata   | Velocidad          |